# Ленчно (Лодзинське воєводство)
Ленчно (пол. Łęczno) — село в Польщі, у гміні Сулеюв Пйотрковського повіту Лодзинського воєводства.
Населення — 445 осіб (2011).
У 1975-1998 роках село належало до Пйотрковського воєводства.

## Демографія
Демографічна структура станом на 31 березня 2011 року:
|          | Загалом | Допрацездатний вік | Працездатний вік | Постпрацездатний вік |
| -------- | ------- | ------------------ | ---------------- | -------------------- |
| Чоловіки | 230     | 68                 | 143              | 19                   |
| Жінки    | 215     | 44                 | 123              | 48                   |
| Разом    | 445     | 112                | 266              | 67                   |